# Spurius Servilius Priscus (Konsul 476 v. Chr.)
Spurius Servilius Priscus war eine Gestalt der frühen Römischen Republik und gemeinsam mit Aulus Verginius Tricostus Rutilus Konsul des Jahres 476 v. Chr.
Als Vornamen ist bei Titus Livius Spurius überliefert, bei Dionysios von Halikarnassos Servius und bei Diodor Gaius. Als Cognomen ist lediglich Structus überliefert, jedoch liegt auf Grund der Verwandtschaftsverhältnisse nahe, dass er auch das Cognomen Priscus hatte. Sein Vater könnte Publius Servilius Priscus Structus gewesen sein, sein Sohn Publius Servilius Priscus.
Der Überlieferung nach sollen die Konsuln am Ianiculum einen Sieg über die Etrusker errungen haben, was zur Beendigung des Krieges gegen Veji geführt haben soll.